# Phyllopentas tenuis
Phyllopentas tenuis là một loài thực vật có hoa trong họ Thiến thảo. Loài này được (Verdc.) Kårehed & B.Bremer mô tả khoa học đầu tiên năm 2007.